# Kalapatti
Kalapatti é uma panchayat (vila) no distrito de Coimbatore, no estado indiano de Tamil Nadu.

## Demografia
Segundo o censo de 2001,  Kalapatti  tinha uma população de 22,089 habitantes. Os indivíduos do sexo masculino constituem 52% da população e os do sexo feminino 48%. Kalapatti tem uma taxa de literacia de 72%, superior à média nacional de 59.5%: a literacia no sexo masculino é de 78% e no sexo feminino é de 65%. Em Kalapatti, 9% da população está abaixo dos 6 anos de idade.